# Іустин Трипільський
Трипільський Іван Григорович (чернече ім'я Іустин; 1741, Полтава — 16 грудня 1809, Воронеж) — український релігійний та освітній діяч доби Гетьманщини, вчений, педагог, бібліофіл, архімандрит Відомства православного сповідання Російської імперії, ігумен Акатового монастиря у Воронежі.

## Біографія
Іван Трипольський народився в 1741 році в Полтаві в родині протоієрея Григорія Трипільського.
Закінчив Києво-Могилянську академію. З 1770 працював там викладачем.
У 1773 році призначений учителем граматики в Петербурзьку духовну семінарію, восени отримав клас риторики і піїтики.
У 1774 році пострижений у чернецтво з ім'ям Іустин.
У 1775 році призначений префектом в Псковську духовну семінарію; в той же час був ігуменом Спасомірожського монастиря і учасником консисторії.
26 травня 1781 Священний Синод Відомства православного сповідання Російської імперії хотів послати отця Іустина до місії в Гольштинію, але він відмовився через стан здоров'я.
У 1784 році Іустин був призначений настоятелем Бєлогородського Миколаївського монастиря на Слобідській Україні. Там він служив префектом, а потім і ректором Бєлгородської семінарії.
23 серпня 1794 року Іустин призначений архімандритом Спасо-Евфіміевого суздальського монастиря, але через хворобу не міг вирушити на місце призначення.
У 1797 він був переміщений настоятелем у воронезький Акатовий монастир.
У 1808 році Іустин звільнився з посади, через хворобу очей, з пенсією.
Іустин помер 16 грудня 1809 року. Після нього залишилася досить багата бібліотека — до 300 книг, переважно іноземними мовами.